# 阿莫里·比紹夫
阿莫里·比斯卓夫（Amaury Bischoff，1987年3月31日—）出生於法国上莱茵省科爾馬，是一名擁有法國及葡萄牙雙國籍足球員，司職中場。

## 球會生涯

### 雲達不來梅
比斯卓夫在科爾馬開始他的足球生涯，2005年，他從斯特拉斯堡轉到雲達不來梅二隊，由於他在雲達不來梅二隊取得好表現，比斯卓夫取得隨一隊訓練的數個機會。
他在歐洲足協盃對切爾達的74分鐘入替迭戈得以取得他第一場比賽機會，2008年1月1日，他拒絕與雲達不來梅續約，貿然離隊，之後他表示即將加盟阿仙奴。

### 阿仙奴
2008年7月30日，他正式加盟球隊，並穿上28號球衣。2009年2月16日於足總盃第四圈重賽主場對卡迪夫城的賽事中，在73分鐘入替，正式為一隊上陣，協助球隊大勝4-0晉級。
不過終整季比斯卓夫始終未能打上主力，2009年6月30日，比斯卓夫決定與阿仙奴解約。

### 科英布拉大學
2009年8月26日，比斯卓夫加盟葡超球會科英布拉大學。

## 國家隊
他曾代表法國U18。2007年5月14日，他獲入選葡萄牙U20集訓，之後他更出現於葡萄牙U21。